# Bălțați, Iași
Bălțați este satul de reședință al comunei cu același nume din județul Iași, Moldova, România.

## Legături externe
Materiale media legate de Bălțați la Wikimedia Commons